# Myrcia
Myrcia é um género botânico pertencente à família Myrtaceae.
Esse gênero é um dos mais representativos da família, com mais de 400 espécies já inventariadas.
Ocorre desde a América Central até a Argentina, no Brasil os estados de Goiás e Minas Gerais apresentam grande número de espécies.
Uma das características típicas do gênero é a inflorescência do tipo panícula.
Várias espécies desse gênero são citadas como ameaçadas de extinção ou em risco.
Um dos ambientes onde essas espécies são bastante frequentes são os campos rupestres e muitas dessas espécies tem distribuição geográfica restrita, o que aumenta o risco de extinção. Rosa e Romero mencionam 33 espécies em seu estudo na Serra da Canastra e Cadeia do Espinhaço.